# Elasmopus pocillimanus
Elasmopus pocillimanus är en kräftdjursart som först beskrevs av Charles Spence Bate 1862.  Elasmopus pocillimanus ingår i släktet Elasmopus och familjen Melitidae. Inga underarter finns listade i Catalogue of Life.